# 356 Liguria
356 Liguria è un asteroide della fascia principale del diametro medio di circa 131,31 km. È stato scoperto nel 1893 dall'astronomo francese Auguste Honoré Charlois presso l'Osservatorio di Nizza.
356 Liguria presenta un'orbita caratterizzata da un semiasse maggiore pari a 2,7559314 UA e da un'eccentricità di 0,2397704, inclinata di 8,23022° rispetto all'eclittica.
Inizialmente chiamato G1893, nel 1901 gli è stato assegnato come nome ufficiale "356 Liguria", in onore dell'omonima regione italiana.